# Stemmiulus perparvus
Stemmiulus perparvus är en mångfotingart. Stemmiulus perparvus ingår i släktet Stemmiulus och familjen Stemmiulidae. Inga underarter finns listade i Catalogue of Life.